# Bajša
Bajša (cyr. Бајша) – wieś w Serbii, w Wojwodinie, w okręgu północnobackim, w gminie Bačka Topola. W 2011 roku liczyła 2297 mieszkańców.